# Craig Venter
John Craig Venter (Salt Lake City, 14 oktober 1946) is een Amerikaanse moleculair bioloog en zakenman. Hij was de eerste mens van wie het complete DNA-profiel werd ontcijferd in een privaat gefinancierd genoomproject waaraan hij zelf deelnam. In 2010 synthetiseerde hij als eerste wetenschapper het genoom van een Mycoplasma mycoides-bacterie en plaatste dat in 'leeggehaalde' cel van een nauw verwante bacteriesoort. In Time's Magazine stond hij in 2007 en 2008 in de top 100 van meest invloedrijke personen.

## Publicaties
- A Life Decoded (2007)

- Bibsys: 90146172
- Biblioteca Nacional de España: XX1437254
- Bibliothèque nationale de France: cb160290775 (data)
- Catàleg d'autoritats de noms i títols de Catalunya: 981058509184606706
- CiNii: DA02229589
- Gemeinsame Normdatei: 131452835
- International Standard Name Identifier: 0000 0001 1473 1953
- Library of Congress Control Number: n83196289
- Bibliotheek van het Japanse parlement: 01165444
- Nationale Bibliotheek van Tsjechië: js20060623026
- Nationale Bibliotheek van Israël: 987007436831105171
- Nationale Bibliotheek van Polen: a0000003395076
- Nederlandse Thesaurus van Auteursnamen: 07377037X
- ORCID: 0000-0002-7086-765X
- LIBRIS: 374928
- Système universitaire de documentation: 081344732
- Semantic Scholar: 40147396
- Virtual International Authority File: 57998856
- WorldCat: E39PBJg4pQWDGmxMMmvdRYtHYP

1. ↑  https://www.uni-frankfurt.de/44556747/Preistr%C3%A4ger_innen_seit_1952.
2. ↑  https://www.brandeis.edu/rosenstiel/gabbay-award/past.html.
3. ↑  https://www.robarts.ca/taylor_prize/previous_recipients.html.
4. ↑  Bill Gates, Craig Venter och David King hedersdoktorer vid KTH. Kungliga Tekniska högskolan (16 januari 2002).
5. ↑  https://www.nasonline.org/programs/awards/industrial-application-of-science.html.
6. ↑  https://clarivate.com/citation-laureates; geraadpleegd op: 23 september 2023.